# 植物細胞

植物細胞の構造

植物細胞（しょくぶつさいぼう）は植物を構成する細胞である。他の真核生物の細胞とは、以下のような様々な点で区別される。
- トノプラスト（英語版）[1][2]と呼ばれる膜で囲まれ水で満たされた大きな液胞が存在する。この構造は、膨圧の維持、細胞質基質と樹液の間の分子の移動の制御、有益な物質の貯蔵や老廃タンパク質及び細胞小器官の消化等に関与する。
- セルロース、ヘミセルロース、ペクチン、リグニンから構成される細胞壁は、細胞膜の外側のプロトプラストから分泌される。これは、キチンから構成される菌類の細胞壁やペプチドグリカンから構成される細菌の細胞壁とは対照的である。
- 原形質連絡と呼ばれる特殊な細胞間連絡経路がある[3]。隣の細胞と、孔を介し、原形質膜及び小胞体を隔てて連続している[4]。
- クロロフィルを含み、植物の光合成を可能とする葉緑体等の色素体が存在する。その他の色素体には、デンプンの貯蔵に特化したアミロプラスト、脂肪の貯蔵に特化したエライオプラスト、色素の合成と貯蔵に特化した有色体等がある。ミトコンドリアが37個の遺伝子をコードするゲノムを持っているのと同様に[5]、色素体も100-120個の固有の遺伝子からなるゲノムを持つ[6]。これらの色素体は、陸上植物や藻類の祖先である初期の真核生物の細胞に、原核生物が細胞内共生したものと推定されている[7]。
- 細胞質分裂の後期段階での細胞板の鋳型としての隔膜形成体の形成による細胞分裂は、陸上植物と車軸藻植物門[8]やスミレモ目[9]等の一部の藻類に特徴的である。
- コケ植物、シダ植物門、ソテツ類、イチョウ属の精子は、動物のものと同様の[10][11]鞭毛を持っている[12]が、裸子植物や被子植物を含む高等植物では、鞭毛や中心小体を欠く[13]。

## 細胞の種類
- 柔組織細胞は、光合成とその産物の貯蔵、輸送細胞においては師部輸送等の役割を持つ細胞である。維管束の木部と師部を除き、葉は主にこの柔組織からなる。表皮等の柔組織は、光の透過やガス交換の調整等に特化しているが、他は、植物の組織においては特別な細胞ではなく、生涯に渡って全能性を保持する。柔組織細胞は、小分子を輸送できるように、薄く透過性のある一次壁を持ち、細胞壁は、蜜の分泌や、草食動物による捕食を防ぐ二次代謝産物の生産等の幅広い生化学機能を担っている。葉緑体を多く含み、光合成に大きな寄与をしている柔組織細胞は、同化組織細胞と呼ばれる。ジャガイモの塊茎や豆果の子葉の大部分を占める細胞のような、貯蔵機能を持つものもある。

- 厚角組織細胞は、成熟細胞で一次壁のみを持つ。柔組織細胞同様に分裂組織から誘導されるが、すぐに別方向に分化を始める。色素体は発達せず、小胞体やゴルジ体等の分泌器官が一次壁を急速に増殖させる。一次壁は通常、3つ以上の細胞が接触する角の部分で最も厚く、2つの細胞が接触する面の部分で最も薄いが、壁の厚みについては、別のケースもありうる[14]。

葉の断面図。様々な種類の細胞が見られる。

双子葉植物では、厚角組織の細胞壁にはペクチンとヘミセルロースが多く、例えばフキ属では、セルロースはわずか20%程度しか含まれない。厚角組織細胞は、通常は非常に細長い形で、端は横方向の細胞壁で区切られる。このタイプの細胞の役割は、植物の成長軸を支持することと、組織に柔軟性と抗張力性を与えることである。一次壁は組織を硬くするためのリグニンを欠くため、若い茎や葉柄しか支えることができないが、これらの組織の成長時には周囲の細胞とともに伸びることができる。セロリの繊維の一部も厚角組織である。
- 厚壁組織細胞は、機械的な支持を担う硬くて丈夫な細胞である。厚壁異形細胞（石細胞）と繊維の2つの種類に大別できる。これらの細胞は二次壁を発達させ、一次壁の内側に沈着させる。二次壁にはリグニンが多く含まれるため硬い。二次壁は水を透過しないため、これらの細胞はやがて、代謝の維持のために必要な物質の十分な交換を行うことが出来なくなる。通常、これらの細胞は組織が成熟すると死に、細胞質は失われて空になる。

厚壁組織細胞の役割は、消化管を傷付けることによる幼虫等の捕食動物の忌避、物理的保護（モモやその他の多くの果物では、厚壁組織細胞でできた硬い組織が壁孔を形成している。）等である。繊維の役割は、草本植物の葉や茎に、耐荷重性や抗張力性を付与することである。厚壁繊維は、水や栄養素の輸送（木部）や光合成産物の輸送（師部）を行わないが、陸上植物の進化の初期段階で、これらの組織から分化したと考えられている。

## 組織の種類

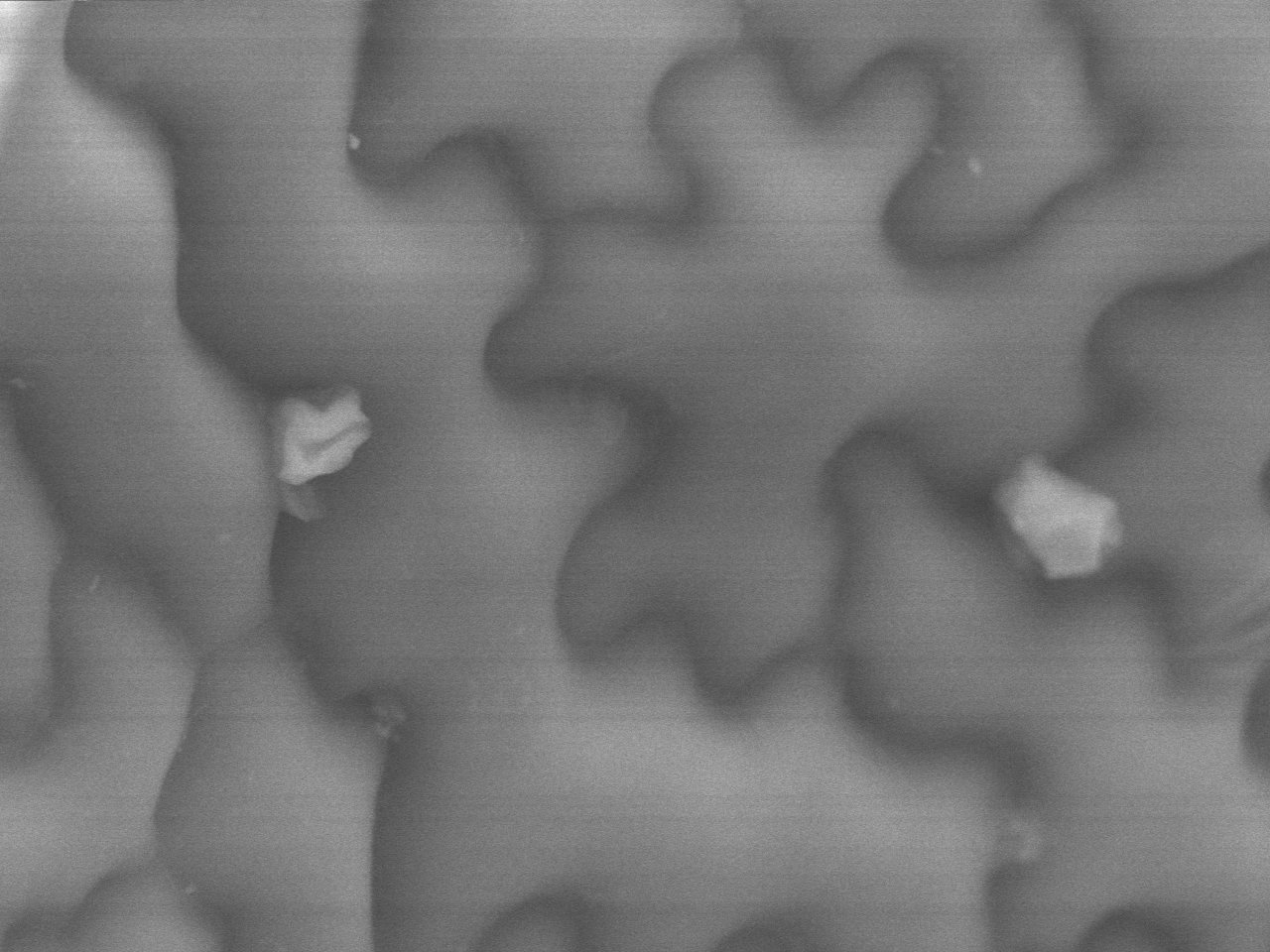
シロイヌナズナの表皮細胞

分裂組織から分化する細胞は、大きく根・茎・葉・花・生殖器官に分けられる。
木部細胞は、リグニンで肥大した二次壁を持つ細長い細胞である。木部細胞は水の伝導に特化しており、シルル紀の4億2500万年以前に、最初に地上に進出した植物（クックソニア参照）に初めて現れた。木部の存在は維管束植物の共有派生形質である。木部の仮道管は、方向の揃った細長い木部細胞であり、その最も単純なものでは、連続した一次壁とリグニン化した二次壁が環状、輪状、網状のネットワークを形成している。裸子植物は、有縁壁孔と呼ばれる弁のような孔のある、より複雑な仮道管を持つ。シダ植物や裸子植物は仮道管しか持たないが、被子植物は道管も持つ。道管では、端壁のない空洞の木部細胞が端同士で繋がって配列し、長い管を形成している。コケ植物は真の木部細胞を欠くが、細長い細胞でできた単純な構造の導水組織 (hydrome) を持つ。
師部細胞は高等植物において栄養分を運ぶ特殊な組織で、主にスクロースを、浸透による圧力勾配に従って運搬する。この現象は「転流」と呼ばれる。師部細胞には篩管と伴細胞の2種類がある。篩管は細胞核とリボソームを欠き、その代謝と機能は、隣接する伴細胞によって制御されている。篩管は、篩板と呼ばれる孔の空いた板を介して、端と端が繋がっており、光合成産物が通過できるようになっている。伴細胞は、原形質連絡を介して篩管と繋がり、師部の糖を流す役割を担っている。コケ植物は師部を欠くが、それに対応する単純な組織、レプトーム（leptome）を持つ。

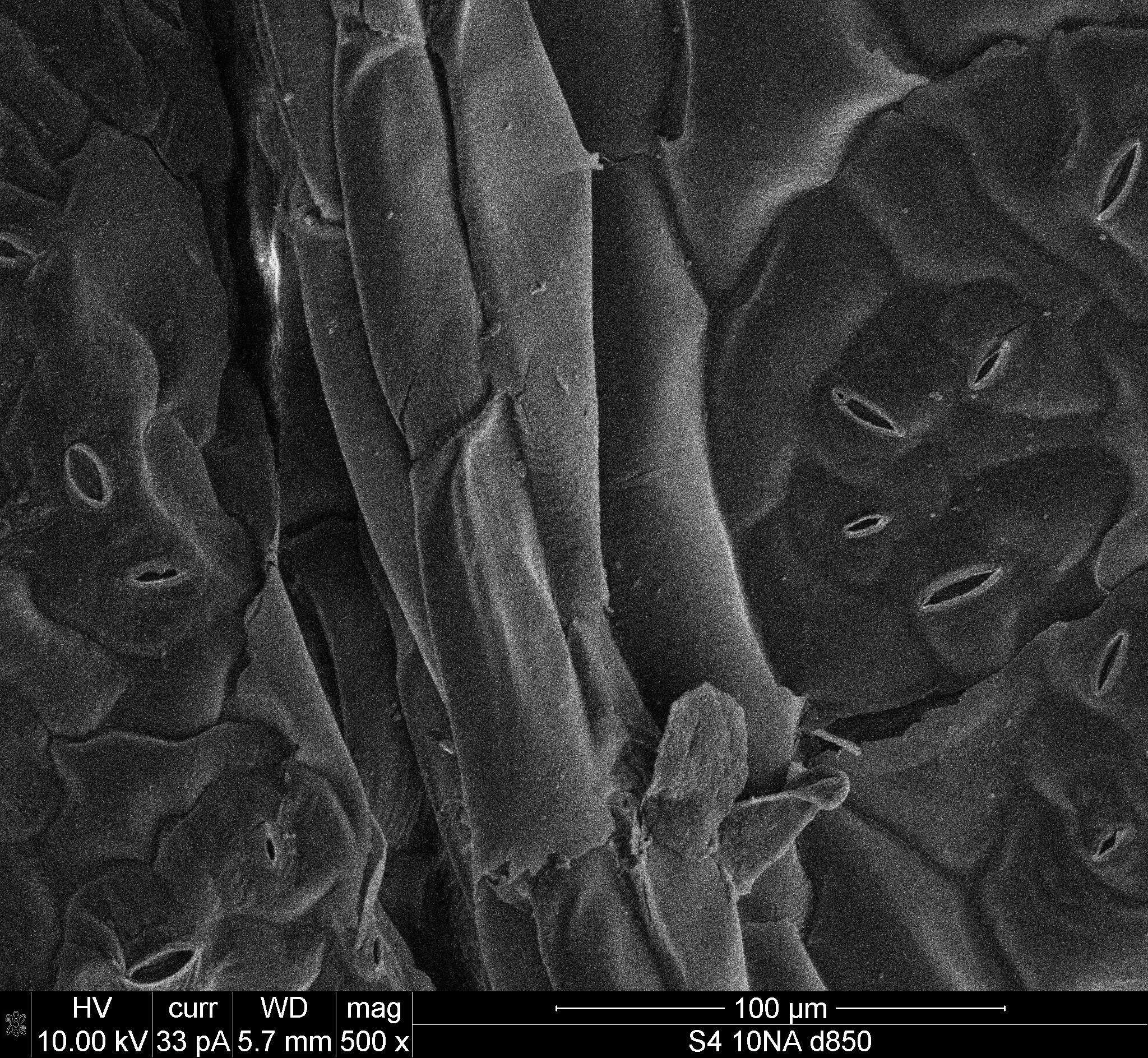
チンゲンサイの葉の表皮細胞

表皮細胞は、葉・茎・根の表面を覆う特殊化した柔組織細胞である。大気中の器官の表皮細胞は、成長点の外側にある外衣（tunica、L1,L2層）に由来し、皮層や維管束は、成長点の内側にある内体（corpus、L3層）に由来する。根の表皮細胞は、根冠直下の細胞層に由来する。
根を除く大気中の全ての器官の表皮は、最外層がクチクラ外ワックスで覆われ、その内側にポリエステルであるクチンと、炭水化物の重合体であるクタンから構成されたクチクラの層を持つ。一次シュートの表皮細胞は、クチンの合成能力を持つ唯一の植物細胞であると考えられている。表皮細胞にはいくつかの種類があり、代表的なものは、孔辺細胞・トリコーム（腺毛や根毛）である。多くの植物のシュートの表皮細胞では、孔辺細胞のみが葉緑体を持つ。

## 細胞小器官
- 細胞膜
- 細胞壁
- 核膜
- 原形質連絡
- 液胞
- 色素体
- 葉緑体
- 白色体
- 有色体
- ゴルジ体
- 原形質
- 細胞核
- 染色体
- 細胞骨格
- 核小体
- ミトコンドリア